# Diócesis de Segorbe-Albarracín
La diócesis de Segorbe-Albarracín o el obispado de Segorbe-Albarracín fue una antigua diócesis en territorios del suroeste e interior de las provincias de Castellón y Valencia (comarcas churras). Su existencia e historia se intervincula con los conflictos de influencia entre las sedes metropolitanas de Toledo y Zaragoza y entre las coronas de Castilla y Aragón.

## Historia
Cuando los cristianos aragoneses conquistaron Segorbe y otros pueblos de las comarcas churras, Inocencio IV dio bula el 12 de abril de 1247 encomendando la jurisdicción eclesiástica de esos territorios al obispo de Albarracín y el 18 de marzo de 1259 el papa Alejandro IV decretó la unión de las iglesias de Segorbe y Albarracín. Dicha unión se mantuvo hasta que Gregorio XIII las separó en 1577 creando las diócesis independientes de Segorbe y de Albarracín. Entre los motivos de la separación se encontraba que Segorbe pertenecía al Reino de Valencia y Albarracín al de Aragón. El nuevo obispado de Segorbe fue proclamado sufragáneo del de Valencia, mientras que el de Albarracín lo fue del de Zaragoza.
La diócesis de Segorbe, ya sin Albarracín tras la separación, permaneció así, con los mismos límites hasta que, con el intento de adaptar las diócesis a los límites provinciales civiles, a mediados del siglo XX se reorganizó el territorio diocesano en un proceso llevado a cabo en dos fases, que modificó mucho sus límites, perdiendo las parroquias pertenecientes a la provincia de Valencia, además de las de Santa Cruz y de Arcos, pero le fueron agregadas la mayor parte de parroquias de la provincia de Castellón, salvo una gran parte de la misma en la zona norte. Al mismo tiempo, en 1960, se renombró la diócesis con el nombre actual de diócesis de Segorbe-Castellón.
Por su parte, la nueva diócesis de Albarracín surgida tras la separación, perduró así hasta que, en 1851, el concordato entre la Santa Sede y el Gobierno español estableció la supresión de la diócesis de Albarracín y su unión con la diócesis de Teruel. Sin embargo, el concordato encontró obstáculos que impidieron su pronta aplicación; de hecho la diócesis de Albarracín siguió existiendo, gobernada por vicarios capitulares hasta 1878, cuando los obispos de Teruel pasaron a ser administradores apostólicos. El 11 de agosto de 1984, con la bula Cor nostrum del papa Juan Pablo II, las dos diócesis fueron unidas aeque principaliter.

## Curiosidades
Las fronteras de la diócesis de Segorbe-Albarracín con la diócesis de Tortosa y en menor medida con la archidiócesis de Valencia fueron uno de los factores que determinaron la frontera lingüística entre el aragonés y el catalán en el Reino de Valencia. Con la pérdida del aragonés, dicha frontera pasó a ser entre catalán y castellano, que se preserva hasta la actualidad en zonas como la Sierra de Espadán. Los jurados de Segorbe usaban el aragonés y el catalán en sus escritos.
En la Edad Medida tuvo implicaciones políticas, al apoyar los obispos de Segorbe la repoblación aragonesa de la zona del Alto Palancia para contrarrestar la influencia de sus rivales, los arzobispos de Valencia.